# Leyla Pınar
Leyla Pınar és una clavicembalista turca. Nascuda a Istanbul, estudià corn al Conservatori d'Istanbul. Després anà a Itàlia, per a estudiar, durant un any, piano i composició musical al Conservatori de Verona. Establí, el 1975, el trio İstanbul Barok de clavicèmbal, flauta, i violí i és la directora d'art del Barok İstanbul Müzik Festivali. Leyla Pınar també és musicòloga, i professora de la Universitat del Corn d'Or.